# Hopkinson Smith
Hopkinson Smith (7 de diciembre de 1946) es un laudista norteamericano especializado en música antigua.
Nació en Nueva York, se graduó por la Universidad de Harvard con honores en Música (Tesis "The Pavans of Daniel Bacheler"). Se trasladó a Europa en 1973 para estudiar con Emilio Pujol, un gran pedagogo español, y también con Eugen Dombois, cuyo sentido de la unidad orgánica entre el artista intérprete, el instrumento y el período histórico ha tenido un efecto duradero en él.
A mediados de 1970 participó en la fundación del conjunto Hespèrion XX, donde colaboró durante diez años con Jordi Savall practicando música de cámara y fue un gran complemento a su trabajo como solista.
Desde mediados de los 80 se ha centrado principalmente en la música como solista en antiguos instrumentos de cuerda pulsada, los cuales incluyen la vihuela, el laúd renacentista y barroco, la tiorba y guitarras renacentistas y barrocas.
Con sus recitales y una serie de más de veinte grabaciones individuales, ha dado vida a múltiples obras que se encuentran entre las más expresivas e íntimas de todo el dominio de la música antigua. Su grabación del año 2000 para laúd de las Sonatas y partitas para violín solo de Johann Sebastian Bach ha sido calificada por la revista Gramophone como "posiblemente lo mejor que usted pueda comprar de estas obras - en cualquier instrumento" .
Internacionalmente reconocido como una personalidad relevante en el campo de la música antigua y uno de los laudistas más importantes del mundo, Hopkinson Smith da conciertos y clases magistrales en Europa, Asia, Australia y América del Norte y del Sur. Actualmente vive en Basilea, Suiza, donde enseña en la Schola Cantorum Basiliensis.